# Pont de pierre
De Pont de pierre is een brug over de Garonne in de Franse stad Bordeaux, die sinds midden 2018 gereserveerd is voor fietsers, voetgangers en openbaar vervoer.
De bouw van de Pont de pierre is in 1810 begonnen op bevel van Napoleon I. De brug is in gebruik genomen in 1822 en was lange tijd de enige verbinding tussen de linker- en de rechteroever van de Garonne in de stad Bordeaux. Daarvoor was er een veerbootverbinding tussen beide delen van de stad. In 2003 is de trambaan van lijn A van de tram van Bordeaux over de brug aangelegd.  
De brug heeft een lengte van 487 meter en bestaat uit 17 bogen en 16 pijlers. Hij ligt in het verlengde van de Cours Victor Hugo en de Porte de Bourgogne op de linkeroever en de Place Stalingrad en de Avenue Thiers op de rechteroever.